# Línea I (Autobuses Urbanos de Elche)
La línea I es una línea regular de autobús urbano de la ciudad de Elche. Es operada por Autobuses Urbanos de Elche.
Conecta el Hospital del Vinalopó y los barrios El Sector V y El Pla con el centro de la ciudad.

## Recorrido
| Código | Parada                              | Conexión con |
| ------ | ----------------------------------- | ------------ |
| 293    | Hospital del Vinalopó               | K1 K2        |
| 294    | Presidente Adolfo Suárez (Hipercor) |              |
| 309    | Hipercor                            |              |
| 349    | Alcalde Ramón Pastor                |              |
| 245    | Polideportivo El Pla                |              |
| 246    | Torres Quevedo, 100                 |              |
| 33     | Pedro Juan Perpiñán, 80             |              |
| 350    | Capitán Antonio Mena                |              |
| 132    | Plaza de Crevillente                |              |
| 311    | Poeta Miguel Hernández, 71          |              |
| 133    | Poeta Miguel Hernández, 23          |              |
| 24     | Reina Victoria - Jorge Juan         |              |
| 1      | Centro - Doctor Caro                |              |

- Datos: Q5987446